# 미하일 칼라시니코프

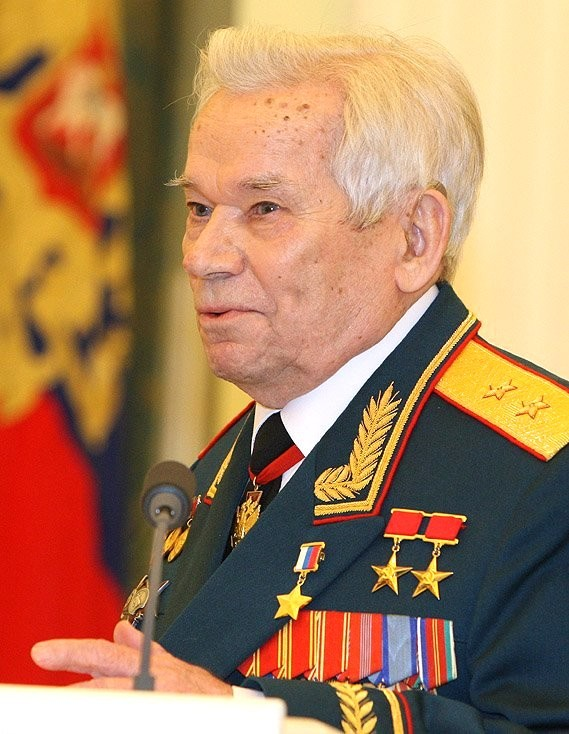
2009년 크렘린에서의 미하일 칼라시니코프

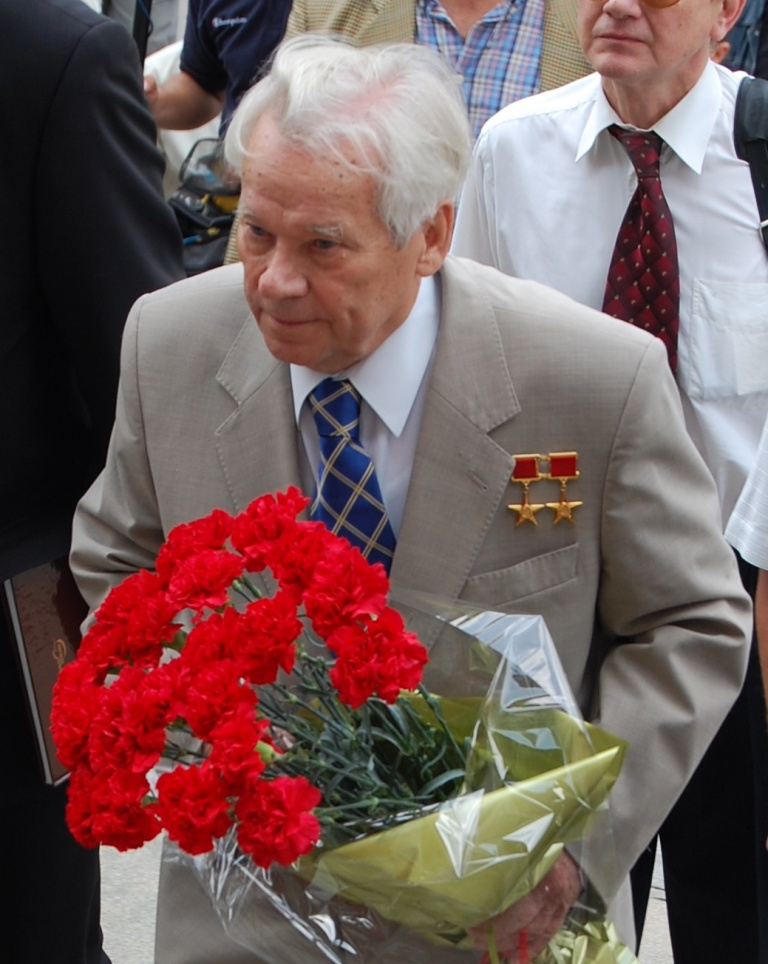
2007년의 미하일 칼라시니코프

미하일 티모페예비치 칼라시니코프(러시아어: Михаил Тимофеевич Калашников, 라틴어: Mihail Timofeevič Kalašnikov, 영어: Mikhail Kalashnikov, 1919년 11월 10일 ~ 2013년 12월 23일)는 소련의 군인으로, 돌격소총 AK-47을 발명하였다.

## 생애
미하일 칼라시니코프는 1919년 러시아 알타이 지방의 쿠루야라는 마을에서 18형제 중 한 명으로 태어났고, 중학교를 졸업한 후 시베리아 철도에서 철도공으로 일하다가 1938년 소련군에 입대하여 전차병으로 복무했다. 이때부터 기계의 설계, 제작에 재능을 보여 전차포의 발사탄수 계측기를 개발하기도 하였다.
1941년 나치 독일이 소련을 침공하여 독소전쟁이 발발하자 전차장으로 싸우다 브랸스크 전투에서 중상을 입고 후송되었고, 부상이 나은 후에 카자흐스탄 소재의 부대로 배속되어 복무하던 중 신형 기관단총을 설계하여 상부에 제출하였다. 이 설계안 자체는 결함이 많아 채택되지 않았으나, 총기 설계의 재능을 인정받아 국영 조병창으로 배치되어 총기 개발에 전념할 수 있게 되었다.
제2차 세계 대전 종전 후 소련군은 대전 말기 독일군의 신형 돌격소총 Stg44에 깊은 인상을 받아, 그와 비슷한 신형 돌격소총을 장차 소련군의 주력 개인화기로 삼을 계획을 세웠는데, 칼라시니코프가 설계한 소총이 가장 우수한 평가를 받아 소련군 제식 소총으로 채택되었고 AK-47이라고 명명되었다.
이 공로로 1949년 스탈린 훈장을 수여받고, 1951년에 육군 상사로 전역한 후에도 이즈베스크 조병창의 주임 설계관으로 일하면서 AK-47의 개량형 소총 AKM, RPK 분대지원화기, PK 기관총 등 소련군의 주력 총기들을 설계했다.
이러한 공적으로 금성훈장 2회, 레닌 훈장 수여와 함께 1969년에는 육군 대령 계급이 수여되었다.
1971년에는 비록 대학을 다니지는 못했으나 그의 공로를 인정받아 공학박사 학위가 수여되었다.
소련이 붕괴되고 러시아 체제가 수립된 후에도 이즈베스크 조병창이 민영화된 이즈마쉬사의 주임 설계관으로 재직하였다.
1994년, 76세 생일 축하 선물로 보리스 옐친 당시 러시아 대통령으로부터 종신 육군 중장 계급을 수여받았다.
러시아 군의 정년은 60세이므로, 칼라시니코프는 사실상의 최고령 러시아군 장군인 것이다.
그의 아들, 손자들도 그의 뒤를 이어 총기 설계에 종사하고 있다고 알려져 있다.
M16을 개발해 재벌이 된 미국의 유진 스토너와 달리 특허를 인정하지 않는 당시 소련 제도 때문에 월 55만원쯤 되는 연금으로 생활하고 있으며, 생활고를 타개하기 위해 최근 자기 이름을 붙인 보드카 판매에 나섰다고 알려져 있다.
그의 91세 생일이었던 2009년 11월 10일, 러시아 대통령 메드베데프는 칼라시니코프에게 러시아 영웅 칭호를 수여했다.
2013년 12월 23일 지병으로 인해 94세로 숨을 거두었다.

## 일화
| “ | 우리의 적은 MP40이다! 우리에게 MP40 기관단총만 있었더라면!... - 한 소비에트군 중위, 대조국 전쟁 당시. 이 한마디가 칼라시니코프가 훗날 AK 소총 설계에 몸을 던지는 계기 중 하나가 된다. | ” |

1997년에 칼라시니코프는 라이벌이자 M16 소총의 개발자인 유진 스토너와 만났다. 두 사람은 서로 상대방이 개발한 소총을 보며 서로 평가했다. 미하일 칼라시니코프의 AK-47 소총과 유진 스토너의 M16 소총은 둘 다 동구권과 서방세계를 대표하는 소총으로서 둘 다 각각 1억정이 넘게(AK47의 경우 불법 복제품 포함) 제작 및 판매되었다.

## 같이 보기
- AK-47
- M16
- 유진 스토너
- 돌격소총